# Cantone di Pococí
Il cantone di Pococí è un cantone della Costa Rica facente parte della provincia di Limón.

## Geografia antropica

### Suddivisioni amministrative
Il cantone  è suddiviso in 6 distretti:
- Cariari
- Colorado
- Guápiles
- Jiménez
- Rita
- Roxana